# 갈곡천
갈곡천(渴谷川)은 전북특별자치도 고창군 신림면 가평리와 세곡리에서 발원하여 전북특별자치도 고창군 부안면 수앙리에서 황해의 곰소만으로 유입되는 전북특별자치도의 강이다. 하천연장은 14.19㎞, 유로연장 21.01㎞, 유역면적 59.3km2이다. 하천의 길이에 비례해 지류 유입이 적어 유량이 적다. 명칭 유래는 발원지인 방장산과 세곡리에서 글자를 따와 합친 것으로 추정된다.